# La Bella Mère
La Bella Mère is een Belgisch bier van hoge gisting.
Het bier wordt sinds 2006 gebrouwen in Brasserie Millevertus te Breuvanne (Tintigny).
Het is een goudblond bier met een alcoholpercentage van 6,5%.